# Afzelia javanica
Afzelia javanica là một loài thực vật có hoa trong họ Đậu. Loài này được (Miq.) J.Leonard miêu tả khoa học đầu tiên.